# Holanova Turyně
Tvrz zvaná Holanova Turyně se nachází ve vsi Plešiště, která je administrativně částí města Krásná Hora nad Vltavou v okrese Příbram ve Středočeském kraji. Areál usedlosti s masívní, původně gotickou věží je zapsaný v Ústředním seznamu nemovitých kulturních památek České republiky. Předmětem ochrany je věž, obytné stavení, roubený špýchar a pozůstatky obranných příkopů a valů na přilehlých pozemcích. Objekt je v soukromém vlastnictví, není přístupný veřejnosti.

## Historie
První písemná zmínka o Plešišti pochází z roku 1336, kdy Jordán z Jickovic prodal vesnici klášteru v Milevsku. O vzniku a nejstarší historii místní tvrze však žádné dobové záznamy neexistují. V regionu se traduje, že tvrz byla sídlem loupeživých rytířů a jejich ozbrojenců, kteří na Vltavě přepadali plavidla se zbožím a svůj lup schraňovali v nedostupné pevnosti, ukryté vysoko nad řekou v lesích. Tvrz byla nakonec dobyta a vypálena. Vesnice v husitských dobách připadla městu Táboru. Poté se zde jako majitelé střídali Lobkovicové a příslušníci drobnější šlechty. Po porážce stavovského povstání získali v roce 1623 Plešiště opět Lobkovicové z Vysokého Chlumce. 
V pozdějších letech byla tvrz přebudována na sýpku a celý areál byl využíván k hospodářským účelům. V období baroka byla u někdejší tvrze přistavěna roubená komora a v 19. století byl objekt stavebně upravován.

## Popis
Areál usedlosti s původně dvoupatrovou věží středověké tvrze se nachází v nadmořské výšce přibližně 450 metrů v jihovýchodní části vesnické zástavby, která se rozprostírá na návrší nad pravým břehem Brziny, zhruba 8 km vzdušnou čarou jihozápadně od Sedlčan. Obytná hranolovitá věž, jádro někdejší tvrze, je vybudována z lomového kamene, fasáda bývala dříve bez omítky, na nárožích je kvádrování ze žuly. Charakter zdiva odpovídá vzniku stavby ve 14. či nejpozději v 15. století. Zdi jsou v přízemí široké 2,34 m, v horní část se zužují na šíři 1,37 m. Původní vstup do věže býval v úrovni prvního patra. Na poschodí jsou malá čtvercová okna. V době baroka byla věž snížena a přebudována na sýpku, v přízemí věže (prostory s valenou klenbou) byly pravděpodobně maštale.